# Pecarastadion
Het Pecarastadion is een multifunctioneel stadion in Široki Brijeg, een stad in Bosnië en Herzegovina. 
Het stadion wordt vooral gebruikt voor voetbalwedstrijden, de voetbalclub NK Široki Brijeg maakt gebruik van dit stadion. In het stadion is plaats voor 5.628 toeschouwers. 